# Rádio Nacional de Angola
A Rádio Nacional de Angola (RNA) é uma empresa de radiodifusão pública da República de Angola, cuja sede se situa em Luanda.
A RNA opera cinco estações de rádio na capital (Canal A, Rádio N'Gola Yetu, Rádio Luanda, Rádio FM Estéreo, Rádio 5, Rádio Cazenga, Rádio Escola e Rádio Viana), dezoito estações regionais (uma por província) e uma estação de rádio internacional (Serviço Internacional). Uma rede de emissores que permite a rádio cobrir todo o país, na modulação em frequência (61 frequências FM, principalmente nas grandes cidades), em ondas médias (23 frequências) ou em ondas curtas (10 frequências). A RNA também controla trinta centros de transmissão e um centro de formação.
Como estação de serviço público, a RNA tem como objetivo garantir a liberdade de expressão e o direito à informação e difundir os diversos aspetos do povo angolano, sua cultura e hábitos. As emissões são feitas na maior parte em português, e também possui programas nas línguas nacionais do país, a saber: congo, quimbundo, chócue, umbundo, cuanhama e vambunda, além das línguas herero, lingala, ganguela e nhaneca. A emissão do Serviço Internacional da RNA é transmitida em português, inglês e francês.

## História

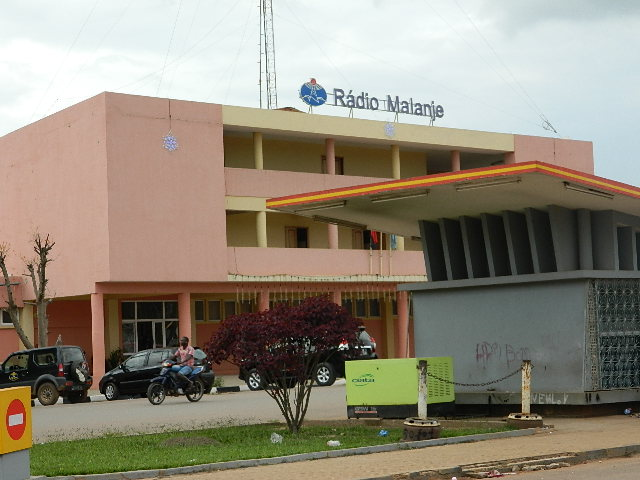
Sede da estação da RNA de Malanje.

A radiodifusão já era realidade em Angola desde a década de 1930, surgida das sucessivas experiências de "rádio clube" em diversas cidades do país, sendo a mais antiga a de Benguela, lançada oficialmente em 28 de fevereiro de 1933 (embora com transmissões irregulares desde 1931). As transmissões de boletins oficiais da colónia ficavam, geralmente, a cargo da Radio Clube de Luanda.

### A Emissora Oficial e as emissoras anticoloniais
Em 1951 é criado o "Gabinete de Radiodifusão Oficial" (GRO), gerido pela direcção dos Serviços de Correios, Telégrafos e Telefones (CTT), mas que servia basicamente para organizar a comunicação governamental, enquanto que as transmissões ainda continuavam a ser feitas pela Radio Clube de Luanda. A criação deste Gabinete de Radiodifusão Oficial foi pensado e realizado pelo director dos CTT, Álvaro Pombeiro, pelo director-adjunto técnico do CTT, António Augusto Areias, e pelo governador-geral de Angola, José Agapito da Silva Carvalho; o GRO era visto pelos seus idealizadores como um embrião para uma emissora pública. As questões técnicas de transmissão eram garantidos pela própria Rádio Clube de Angola e pela Companhia Portuguesa Rádio Marconi.
Em 1953 as emissões do já "Serviço Oficial de Radiodifusão de Angola" (SORA) — por vezes conhecida somente como "Rádio Oficial de Angola" — começaram a ser diárias em fase experimental. Assim, a maturidade da radiodifusão já era suficiente para que, em 11 de abril de 1953, o governador-geral nomeasse o administrador do Serviço de Radiodifusão, o engenheiro José Rui de Matos Pereira, que era técnico superior dos CTT e é esboçado o primeiro quadro de pessoal. Nesta data, o SORA passa a independência dos CTT, admitindo pessoal, discos, além de poder fixar verbas para pagar a colaboradores eventuais, e para adaptação de um edifício ao quilómetro 7, que se destinava a uma escola, para funcionamento dos serviços.
Em 1955 o SORA passa a denominar-se "Emissora Nacional de Radiodifusão de Angola", com seu lançamento oficial marcado pela estruturação da emissora, treinamento de operadores e inauguração de nova grade de programas. Posteriormente, muda novamente de nome, quando passa a chamar-se "Emissora Oficial de Angola" (EOA), que conserva até 1975.
Paralelamente, em 1963 e 1965, a Frente Nacional de Libertação de Angola (FNLA) e o Movimento Popular de Libertação de Angola (MPLA) criaram, respectivamente, as rádios Voz Livre de Angola e Angola Combatente. A "Rádio Angola Combatente" possuía uma estrutura muito maior, conseguindo operar com uma estação em Brazavile, na República do Congo, e com uma estação no oeste da Zâmbia. Seus programas se popularizaram grandemente, principalmente graças as transmissões nas línguas locais, que fizeram sua mensagem anticolonial penetrar em grandes porções do território angolano.

### Pós-independência
Em 1975 o MPLA conquista Luanda, e se assegura como poder dominante em Angola; o presidente Agostinho Neto ordenou, neste ínterim, que todas as rádios privadas de Angola (inclusive as rádios clube) fossem dissolvidas e suas estruturas integradas à EOA. Igualmente a Rádio Angola Combatente também é dissolvida, e seus bens e quadros são convertidos para a EOA. Excetuando a própria EOA, a única rádio que conseguiu permissão do governo para continuar suas operações foi a Rádio Ecclesia. Esta nova EOA, com grande aparato de equipamentos e pessoal, recebe o nome provisório de "Emissora Nacional de Angola".
Em 1977 o governo promove uma extensa reorganização da Emissora Nacional, atribuindo-lhe, por fim, o nome "Rádio Nacional de Angola" (RNA).